# HD 71043
HD 71043，又名CD-51 2980，SAO 235933、HR 3300，是一颗恒星，视星等为5.85，位于銀經268.05，銀緯-8.49，其B1900.0坐标为赤經8h 20m 7.3s，赤緯-51° -8.49′ 7″。